# Utopia (canción de Within Temptation)
«Utopia» es un sencillo de la banda neerlandesa Within Temptation de su álbum An Acoustic Night At The Theatre,cantada a dúo con el británico Chris Jones, con quien Sharon den Adel ya había colaborado en el tema In And Out Of Love de Armin van Buuren, reconocido DJ y productor holandés. Utopia se lanzó como sencillo digital antes de la publicación del álbum y llega acompañada de un vídeo dirigido por Oscar Verpoort.

## Concepto
Utopia es una conmovedora canción, la historia de dos amantes que no pueden estar unidos porque sus sueños no están permitidos en la vida real. “La única manera de estar juntos es que uno de ellos sacrifique su sueño”, dice Sharon den Adel. “La utopía es un mundo perfecto y la canción trata sobre ese momento en el que cada uno de nosotros tenemos que decidir como es la vida que queremos para el futuro”

## Canciones
- 1 Utopia
- 2 Restless (canción)

## Videos
El video fue publicado en la página oficial de Within Temptation en YouTube el 28 de septiembre de 2009. El video muestra a un hombre caminando por una ciudad y los testigos a varias personas cometen delitos, como un hombre robando la cartera a una mujer ciega, un chico haciendo un Pentagrama invertido en un muro de la urbanización y una prostituta que es recogida por un hombre mayor. Él salva a un niño de casi es atropellado por un auto cuando su madre no estaba prestando atención a lo que estaba haciendo. A medida que el niño mira hacia atrás, no hay nadie allí, dando el supuesto de que este hombre era una aparición angelical. La banda también se observa la realización de un recorrido por la construcción.

## Posicionamiento
| Listas (2009)                   | Posiciones |
| ------------------------------- | ---------- |
| Bélgica (Flandes) (Ultratop 50) | 37         |
| Netherlands (Single Top 100)    | 32         |
| Poland (Airplay Chart)          | 4          |
| Suiza (Schweizer Hitparade)     | 88         |